# Campionato mondiale femminile di calcio 1995
Il campionato mondiale femminile di calcio 1995, seconda edizione ufficiale della manifestazione, si disputò in Svezia dal 5 al 18 giugno 1995 e fu vinto dalla Norvegia, che in finale sconfisse la Germania 2-0.

## Città e stadi
Cinque stadi furono scelti per ospitare le gare della competizione.
| Gävle Helsingborg Karlstad Västerås Solna |                  |
| Gävle                                     | Helsingborg      |
| Strömvallen                               | Olympia          |
| Capacità: 7 300                           | Capacità: 17 200 |
|                                           |                  |
| Karlstad                                  | Västerås         |
| Tingvallen                                | Arosvallen       |
| Capacità: 5 000                           | Capacità: 10 000 |
|                                           |                  |
| Solna                                     |                  |
| Råsundastadion                            |                  |
| Capacità: 36 800                          |                  |
|                                           |                  |

## Qualificazioni

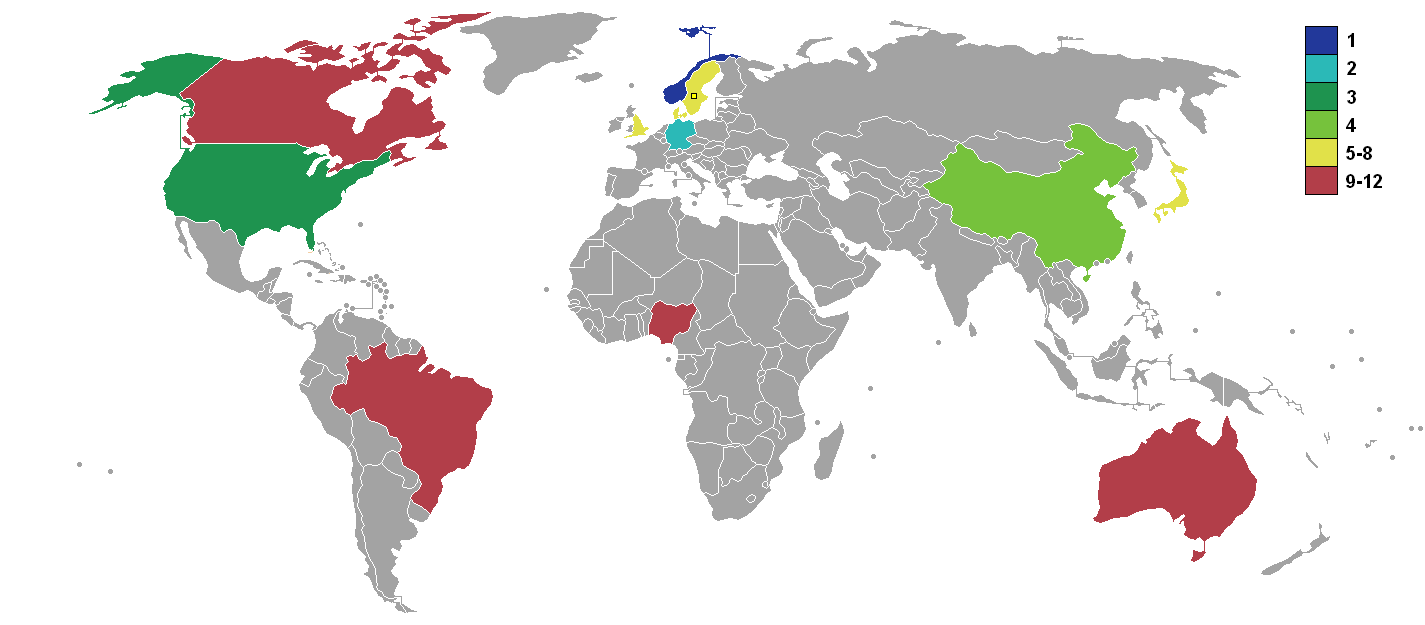
Mappa delle Nazionali qualificate

La FIFA annunciò la distribuzione dei posti per le sei federazioni per la definizione delle 12 squadre nazionali partecipanti al campionato mondiale 1995:
- AFC (Asia): 2 posti,
- CAF (Africa): 1 posti,
- CONCACAF (Centro e Nord America, Caraibi): 2 posti,
- CONMEBOL (Sud America): 1 posti,
- OFC (Oceania): 1 posto,
- UEFA (Europa): 4 posti,
- nazione ospitante (Svezia): 1 posto.

## Squadre partecipanti
| Pr. | Squadra     | Confederazione | Partecipante in quanto                                                      | Ultima presenza |
| --- | ----------- | -------------- | --------------------------------------------------------------------------- | --------------- |
| 1   | Svezia      | UEFA           | Rappresentativa della nazione organizzatrice della fase finale              | Cina 1991       |
| 2   | Cina        | AFC            | Vincitore del torneo di calcio femminile dei XII Giochi asiatici            | Cina 1991       |
| 3   | Giappone    | AFC            | Finalista del torneo di calcio femminile dei XII Giochi asiatici            | Cina 1991       |
| 4   | Nigeria     | CAF            | Vincitore del campionato africano 1995                                      | Cina 1991       |
| 5   | Stati Uniti | CONCACAF       | Vincitore della CONCACAF Women's Championship 1994                          | Cina 1991       |
| 6   | Canada      | CONCACAF       | Finalista della CONCACAF Women's Championship 1994                          | Esordiente      |
| 7   | Brasile     | CONMEBOL       | Vincitore del Campionato sudamericano 1995                                  | Cina 1991       |
| 8   | Australia   | OFC            | Vincitore della Coppa delle nazioni oceaniane femminile 1994                | Cina 1991       |
| 9   | Germania    | UEFA           | Vincitore del campionato europeo femminile di calcio 1995                   | Cina 1991       |
| 10  | Inghilterra | UEFA           | Semifinalista del campionato europeo femminile di calcio 1995               | Esordiente      |
| 11  | Norvegia    | UEFA           | Semifinalista del campionato europeo femminile di calcio 1995               | Cina 1991       |
| 12  | Danimarca   | UEFA           | Miglior perdente dei quarti del campionato europeo femminile di calcio 1995 | Cina 1991       |

## Fase a gironi

### Gruppo A

#### Classifica finale
| Pos. | Squadra  | Pt | G | V | N | P | GF | GS | DR |
| ---- | -------- | -- | - | - | - | - | -- | -- | -- |
| 1.   | Germania | 6  | 3 | 2 | 0 | 1 | 9  | 4  | +5 |
| 2.   | Svezia   | 6  | 3 | 2 | 0 | 1 | 5  | 3  | +2 |
| 3.   | Giappone | 3  | 3 | 1 | 0 | 2 | 2  | 4  | -2 |
| 4.   | Brasile  | 3  | 3 | 1 | 0 | 2 | 3  | 8  | -5 |

#### Risultati
| Arbitro: | Sonia Denoncourt |

|  |           |            |
|  | Marcatori | 37’ Roseli |

| Arbitro: | Petros Mathabela |

|          |           |  |
| Neid 23’ | Marcatori |  |

| Arbitro: | Linda May Black |

|                                                 |           |                             |
| Andersson 65’ (rig.) Sundhage 80’ Andersson 86’ | Marcatori | 9’ (rig.) Wiegmann 42’ Lohn |

| Arbitro: | Catherine Leann Hepburn |

|             |           |                   |
| Pretinha 7’ | Marcatori | 13’ Noda 45’ Noda |

| Arbitro: | Petros Mathabela |

|                          |           |  |
| Videkull 66’ Andelen 88’ | Marcatori |  |

| Arbitro: | Alain Hamer |

|            |           |                                                                     |
| Roseli 19’ | Marcatori | 5’ Prinz 22’ Meinert 42’ (rig.) Wiegmann 78’, 89’ Mohr 90’ Bernhard |

### Gruppo B

#### Classifica finale
| Pos. | Squadra     | Pt | G | V | N | P | GF | GS | DR  |
| ---- | ----------- | -- | - | - | - | - | -- | -- | --- |
| 1.   | Norvegia    | 9  | 3 | 3 | 0 | 0 | 17 | 0  | +17 |
| 2.   | Inghilterra | 6  | 3 | 2 | 0 | 1 | 6  | 6  | 0   |
| 3.   | Canada      | 1  | 3 | 0 | 1 | 2 | 5  | 13 | -8  |
| 4.   | Nigeria     | 1  | 3 | 0 | 1 | 2 | 5  | 14 | -9  |

#### Risultati
| Arbitro: | Alain Hamer |

|                                                                                   |           |  |
| Sandberg 30’, 44’, 82’ Riise 49’ Aarønes 60’, 90’ Medalen 67’ Svensson 76’ (rig.) | Marcatori |  |

| Arbitro: | Eva Oedlund |

|                                                    |           |                             |
| Coultard 51’ (rig.) Coultard 85’ Spacey 76’ (rig.) | Marcatori | 87’ Stoumbos 90+1’ Donnelly |

| Arbitro: | Eduardo Gamboa Martinez |

|                     |           |  |
| Haugen 7’ Riise 37’ | Marcatori |  |

| Arbitro: | Pirom Un-prasert |

|                                    |           |                               |
| Nwadike 26’ Avre 60’ Okoroafor 77’ | Marcatori | 12’, 55’ Burtini 20’ Donnelly |

| Arbitro: | Maria Edilene Siqueira |

|                                                                |           |  |
| Aarønes 4’, 21’, 90+3’ Riise 12’ Pettersen 71’, 89’ Leinan 84’ | Marcatori |  |

| Arbitro: | Ingrid Jonsson |

|                           |           |                                  |
| Okoroafor 13’ Nwadike 74’ | Marcatori | 10’ Farley 27’ Walker 38’ Farley |

### Gruppo C

#### Classifica finale
| Pos. | Squadra     | Pt | G | V | N | P | GF | GS | DR  |
| ---- | ----------- | -- | - | - | - | - | -- | -- | --- |
| 1.   | Stati Uniti | 7  | 3 | 2 | 1 | 0 | 9  | 4  | +5  |
| 2.   | Cina        | 7  | 3 | 2 | 1 | 0 | 10 | 6  | +4  |
| 3.   | Danimarca   | 3  | 3 | 1 | 0 | 2 | 6  | 5  | +1  |
| 4.   | Australia   | 0  | 3 | 0 | 0 | 3 | 3  | 13 | -10 |

#### Risultati
| Arbitro: | Ingrid Jonsson |

|                                     |           |                            |
| Venturini 22’ Milbrett 34’ Hamm 51’ | Marcatori | 38’ Liping 74’ Wei 79’ Sun |

| Arbitro: | Bente Skovgang |

|                                                 |           |  |
| Krogh 12’ 48’ Nielsen 25’ Jensen 37’ Hansen 86’ | Marcatori |  |

| Arbitro: | Mamadouba Engage Camara |

|                       |           |  |
| Lilly 9’ Milbrett 49’ | Marcatori |  |

| Arbitro: | Maria Edilene Sequeira |

|                                 |           |                         |
| Zhou 23’ Shi 54’, 78’ Liu 90+3’ | Marcatori | 25’ Iannotta 89’ Hughes |

| Arbitro: | Pirom Un-prasert |

|                                                          |           |                |
| Foudy 69’ Fawcett 72’ Overbeck 90+2’ (rig.) Keller 90+4’ | Marcatori | 54’ Casagrande |

| Arbitro: | Eduardo Gamboa Martinez |

|                         |           |           |
| Shi 21’ Sun 76’ Wei 90’ | Marcatori | 44’ Bonde |

### Raffronto tra le terze classificate
Le migliori due tra le terze classificate si qualificavano alla fase a eliminazione diretta.
| Pos | Gr | Squadra   | Pt | G | V | N | P | GF | GS | DR |
| --- | -- | --------- | -- | - | - | - | - | -- | -- | -- |
| 1.  | C  | Danimarca | 3  | 3 | 1 | 0 | 2 | 6  | 5  | +1 |
| 2.  | A  | Giappone  | 3  | 3 | 1 | 0 | 2 | 2  | 4  | -2 |
| 3.  | B  | Canada    | 1  | 3 | 0 | 1 | 2 | 5  | 13 | -8 |

## Fase a eliminazione diretta

### Tabellone
|  | Quarti di finale | Quarti di finale | Quarti di finale |          |             | Semifinali  | Semifinali  | Semifinali |      |                 | Finale          | Finale          | Finale |  |
|  |                  |                  |                  |          |             |             |             |            |      |                 |                 |                 |        |  |
|  | 1A               | Germania         | 3                |          |             |             |             |            |      |                 |                 |                 |        |  |
|  | 1A               | Germania         | 3                |          |             |             |             |            |      |                 |                 |                 |        |  |
|  | 2B               | Inghilterra      | 0                |          |             |             |             |            |      |                 |                 |                 |        |  |
|  | 2B               | Inghilterra      | 0                |          | Germania    | Germania    | 1           |            |      |                 |                 |                 |        |  |
|  |                  |                  |                  |          | Germania    | Germania    | 1           |            |      |                 |                 |                 |        |  |
|  |                  |                  | Cina             | Cina     | 0           |             |             |            |      |                 |                 |                 |        |  |
|  | 2A               | Svezia           | Cina             | Cina     | 0           | 1 (3)       |             |            |      |                 |                 |                 |        |  |
|  | 2A               | Svezia           |                  |          |             |             |             |            |      |                 |                 |                 |        |  |
|  | 2C               | Cina (dtr)       | 1 (4)            |          |             |             |             |            |      |                 |                 |                 |        |  |
|  | 2C               | Cina (dtr)       | 1 (4)            |          | Germania    | Germania    | 0           |            |      |                 |                 |                 |        |  |
|  |                  |                  |                  |          |             |             |             |            |      |                 |                 |                 |        |  |
|  |                  |                  | Norvegia         | Norvegia | 2           |             |             |            |      |                 |                 |                 |        |  |
|  | 3A               | Stati Uniti      | Norvegia         | Norvegia | 2           | 4           |             |            |      |                 |                 |                 |        |  |
|  | 3A               | Stati Uniti      |                  |          |             | 4           |             |            |      |                 |                 |                 |        |  |
|  | 1C               | Giappone         | 0                |          |             |             |             |            |      |                 |                 |                 |        |  |
|  | 1C               | Giappone         | 0                |          | Stati Uniti | Stati Uniti | 0           |            |      | Finale 3º posto | Finale 3º posto | Finale 3º posto |        |  |
|  |                  |                  |                  |          | Stati Uniti | Stati Uniti | 0           |            |      |                 |                 |                 |        |  |
|  |                  |                  | Norvegia         | Norvegia | 1           |             |             |            |      |                 |                 |                 |        |  |
|  | 1B               | Norvegia         | Norvegia         | Norvegia | 1           | 3           |             |            | Cina | Cina            | 0               |                 |        |  |
|  | 1B               | Norvegia         |                  |          |             |             |             |            | Cina | Cina            | 0               |                 |        |  |
|  | 3C               | Danimarca        | 1                |          |             | Stati Uniti | Stati Uniti | 2          |      |                 |                 |                 |        |  |

### Quarti di finale
| Arbitro: | Bente Skogvang |

|                               |           |  |
| Voss 41’ Meinert 55’ Mohr 82’ | Marcatori |  |

| Arbitro: | Sonia Denoncourt |

|                                               |                      |                                                        |
| Kalte 90+3’ (rig.)                            | Marcatori            | 29’ Sun Quingmei                                       |
| Andersson Videkull Pohjanen Sundhage Nessvold | Tiri di rigore 3 – 4 | Sun Wen Xie Huilin Chen Yufeng Shui Qingxia Liu Ailing |

| Arbitro: | Eduardo Gamboa Martinez |

|  |           |                                          |
|  | Marcatori | 8’, 42’ Lilly 45’ Milbrett 80’ Venturini |

| Arbitro: | Pirom Un-prasert |

|                                    |           |           |
| Espeseth 21’ Medalen 64’ Riise 85’ | Marcatori | 86’ Krogh |

### Semifinali
| Arbitro: | Petros Mathabela |

|              |           |  |
| Wiegmann 88’ | Marcatori |  |

| Arbitro: | Alain Hamer |

|  |           |             |
|  | Marcatori | 10’ Aarønes |

### Finale terzo posto
| Arbitro: | Sonia Denoncourt |

|  |           |                        |
|  | Marcatori | 24’ Venturini 55’ Hamm |

### Finale
| Arbitro: | Ingrid Jonsson |

|  |           |                         |
|  | Marcatori | 37’ Riise 40’ Pettersen |

## Premi
| Scarpa d'oro        | Pallone d'oro | Trofeo Fair Play FIFA |
| ------------------- | ------------- | --------------------- |
| Ann Kristin Aarønes | Hege Riise    | Svezia                |

## Statistiche

### Classifica marcatrici
6 reti
- Ann Kristin Aarønes

5 reti
- Hege Riise

3 reti
- Shi Guihong
- Gitte Krogh
- Heidi Mohr

- Bettina Wiegmann
- Marianne Pettersen
- Kristin Sandberg

- Kristine Lilly
- Tiffeny Milbrett
- Tisha Venturini

2 reti
- Roseli
- Silvana Burtini
- Geri Donnelly
- Wei Haiying
- Sun Wen

- Gillian Coultard
- Karen Farley
- Maren Meinert
- Akemi Noda
- Linda Medalen

- Rita Nwadike
- Adaku Okoroafor
- Mia Hamm
- Malin Andersson

1 rete
- Lisa Casagrande
- Sunni Hughes
- Angela Iannotta
- Pretinha
- Helen Stoumbos
- Liu Ailing
- Sun Qingmei
- Wang Liping
- Zhou Yang
- Christine Bonde
- Christina Hansen

- Helle Jensen
- Anne Nielsen
- Marie Anne Spacey
- Karen Walker
- Anouschka Bernhard
- Ursula Lohn
- Silvia Neid
- Birgit Prinz
- Martina Voss
- Patience Avre
- Gro Espeseth

- Tone Haugen
- Randi Leinan
- Tina Svensson
- Joy Fawcett
- Julie Foudy
- Debbie Keller
- Carla Overbeck
- Anneli Andelen
- Ulrika Kalte
- Pia Sundhage
- Lena Videkull